# Mark Adlard
Mark Adlard (eigentlich Peter Marcus Adlard; geboren am 19. Juni 1932 in Seaton Carew, Hartlepool, County Durham, England) ist ein britischer Science-Fiction-Autor.
Sein bekanntestes Werk ist die aus den Romanen Interface, Volteface und Multiface bestehende Tcity-Trilogie. Von einer weiteren angekündigten Trilogie erschien nur der erste Band The Greenlander. Darüber hinaus veröffentlichte Adlard mehrere Kurzgeschichten, Essays und Kritiken.
Adlard studierte Ökonomie und Kunst an der Universität Cambridge und arbeitete danach zwanzig Jahre lang als Manager in der Stahlindustrie. In den 1970er Jahren veröffentlichte er die Tcity-Trilogie, die in der nahen Zukunft im industriellen Ballungsraum im Norden Englands lokalisiert ist. Dort hat ein neuer Werkstoff „Stahlex“ alle herkömmlichen Werkstoffe verdrängt und wird in einer gigantischen Fabrik hergestellt. Die ironisch gefärbte Dystopie beschreibt eine von staatlicher Kontrolle und Zwang zur Konformität geprägte Welt, in der die Protagonisten mit den durch Automation und deren soziale Folgen, aus dem Ruder laufende Technologien und keine Schranken kennende Technokratie und staatliche Überwachung verursachten Problemen zu kämpfen haben.

## Bibliografie
Tcity-Trilogie
- Interface (1971)
- Volteface (1972)
- Multiface (1975)

Einzelroman
- The Greenlander (1978)

Kurzgeschichten
- Friction Free (in: The Evening News, October 28, 1968)
- Ash Shadow (in: Balthus, #2, Sept. 1971)
- Theophilus (1973, in: Christopher Carrell (Hrsg.): Beyond This Horizon)